# Mr. Porter
Denaun Porter, mais conhecido como Mr. Porter (7 de Dezembro de 1978), é um rapper norte-americano. Nasceu em Detroit, Michigan e foi membro do grupo D12.

## Discografia
- The Underground EP (1996) – com D12
- Devil's Night (2001) – com D12
- D12 World (2004) – com D12